# جو بيركس
جو بيركس (بالإنجليزية: Joe Burks)‏ هو لاعب كرة قدم أمريكية أمريكي، ولد في 8 يوليو 1899 في هوما في الولايات المتحدة، وتوفي في 6 يوليو 1968 في ياكيما في الولايات المتحدة.

## وصلات خارجية
- جو بيركس على موقع مرجع كرة القدم المحترفة.كوم (الإنجليزية)